# 埃斯滕费尔德
埃斯滕费尔德是德国巴伐利亚州的一个市镇。总面积18.12平方公里，总人口4820人，其中男性2373人，女性2447人（2011年12月31日），人口密度266人/平方公里。